# Брильйон (Вісконсин)
Брильйон (англ. Brillion) — місто (англ. city) в США, в окрузі Калумет штату Вісконсин. Населення — 3262 особи (2020).

## Географія
Брильйон розташований за координатами 44°10′34″ пн. ш. 88°4′8″ зх. д. / 44.17611° пн. ш. 88.06889° зх. д. (44.176013, -88.068770).  За даними Бюро перепису населення США в 2010 році місто мало площу 7,11 км², з яких 7,06 км² — суходіл та 0,05 км² — водойми.

## Демографія
Згідно з переписом 2010 року, у місті мешкало 3148 осіб у 1298 домогосподарствах у складі 851 родини. Густота населення становила 443 особи/км².  Було 1349 помешкань (190/км²).
Расовий склад населення:
| - 97,1 % — білих - 0,5 % — корінних американців - 0,2 % — чорних або афроамериканців - 0,2 % — азіатів |

До двох чи більше рас належало 1,2 %. Частка іспаномовних становила 2,8 % від усіх жителів.
За віковим діапазоном населення розподілялося таким чином: 25,5 % — особи молодші 18 років, 58,3 % — особи у віці 18—64 років, 16,2 % — особи у віці 65 років та старші. Медіана віку мешканця становила 37,8 року. На 100 осіб жіночої статі у місті припадало 97,6 чоловіків;  на 100 жінок у віці від 18 років та старших — 94,0 чоловіків також старших 18 років.
Середній дохід на одне домашнє господарство  становив 63 832 долари США (медіана — 61 655), а середній дохід на одну сім'ю — 73 736 доларів (медіана — 70 430). Медіана доходів становила 48 750 доларів для чоловіків та 35 196 доларів для жінок. За межею бідності перебувало 5,4 % осіб, у тому числі 4,9 % дітей у віці до 18 років та 9,7 % осіб у віці 65 років та старших.
Цивільне працевлаштоване населення становило 1595 осіб. Основні галузі зайнятості: виробництво — 34,9 %, освіта, охорона здоров'я та соціальна допомога — 12,9 %, мистецтво, розваги та відпочинок — 12,4 %.